# Человек-паук: Нет пути домой (саундтрек)
«Челове́к-пау́к: Нет пути́ домо́й» (оригинальный саундтрек) — альбом саундтреков к фильму «Человек-паук: Нет пути домой» (2021) от студий Columbia Pictures и Marvel Studios, основанному на одноимённом персонаже компании Marvel Comics. Музыка была написана американским композитором Майклом Джаккино. Альбом саундтреков был выпущен компанией Sony Classical 17 декабря 2021 года.

## Разработка

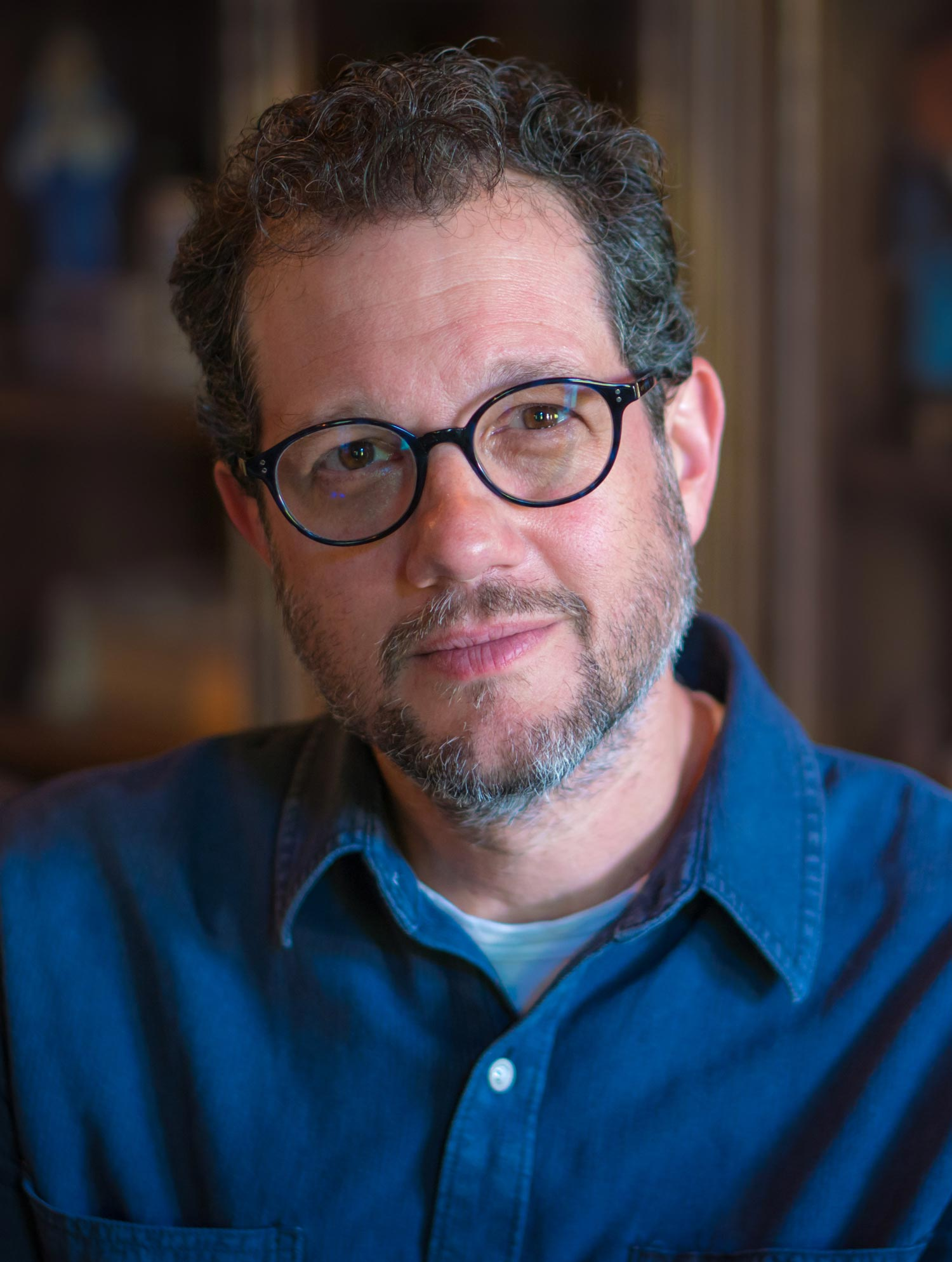
Майкл Джаккино вернулся в качестве композитора для фильмов в ноябре 2020 года.

В ноябре 2020 года было подтверждено, что композитор фильмов «Человек-паук: Возвращение домой» (2017) и «Человек-паук: Вдали от дома» (2019) Майкл Джаккино напишет музыку к фильму «Человек-паук: Нет пути домой». 9 декабря был выпущен сингл «Arachnoverture», а на следующий день - «Exit Through the Lobby».
Саундтрек также включает музыку из предыдущих саундтреков к фильмам о Человеке-пауке других композиторов, включая Ханса Циммера, Джеймса Хорнера и Дэнни Эльфмана, а также тему Джаккино из фильма «Доктор Стрэндж» (2016).

## Трек-лист
Вся музыка написана композитором Майклом Джаккино.
| №                   | Название                                                 | Длительность |
| ------------------- | -------------------------------------------------------- | ------------ |
| 1.                  | «Intro to Fake News»                                     | 1:11         |
| 2.                  | «World’s Worst Friendly Neighbor»                        | 0:52         |
| 3.                  | «Damage Control» ()                                      | 2:17         |
| 4.                  | «Being a Spider Bites» ()                                | 1:05         |
| 5.                  | «Gone in a Flash» ()                                     | 1:52         |
| 6.                  | «All Spell Breaks Loose» ()                              | 3:25         |
| 7.                  | «Otto Trouble» ()                                        | 4:19         |
| 8.                  | «Ghost Fighter in the Sky / Beach Blanket Bro Down»      | 2:47         |
| 9.                  | «Strange Bedfellows»                                     | 1:45         |
| 10.                 | «Sling vs Bling» ()                                      | 5:00         |
| 11.                 | «Octo Gone»                                              | 3:34         |
| 12.                 | «No Good Deed» ()                                        | 5:00         |
| 13.                 | «Exit Through the Lobby»                                 | 4:15         |
| 14.                 | «A Doom With a View»                                     | 2:00         |
| 15.                 | «Spider Baiting»                                         | 1:35         |
| 16.                 | «Liberty Parlance»                                       | 1:28         |
| 17.                 | «Monster Smash»                                          | 1:21         |
| 18.                 | «Arc Reactor» ()                                         | 2:57         |
| 19.                 | «Shield of Pain» ()                                      | 4:51         |
| 20.                 | «Goblin His Inner Demons»                                | 3:54         |
| 21.                 | «Forget Me Knots»                                        | 6:49         |
| 22.                 | «Peter Parker Picked a Perilously Precarious Profession» | 1:31         |
| 23.                 | «Arachnoverture»                                         | 10:06        |
| Общая длительность: | Общая длительность:                                      | 1:13:54      |

## Дополнительная музыка
В фильме использовано множество композиций из партитур предыдущих фильмов о Человеке-пауке, включая «Main Title» Дэнни Эльфмана и «Enter the Goblin» из фильма «Человек-паук» (2002), «Doc Ock is Born» Эльфмана из фильма «Человек-паук 2» (2004). Также «Main Title – Young Peter» Джеймса Хорнера из фильма «Новый Человек-паук» (2012) и «I'm Electro» Ханса Циммера из «Новый Человек-паук. Высокое напряжение» (2014).
«I Zimbra» группы Talking Heads, «Native New Yorker» группы Odyssey, «Scraper» группы Liquid Liquid, «No Sleep 'Til Brooklyn» группы Beastie Boys, «Концерт для 2-х скрипок соль мажор, RV 516» Антонио Вивальди представлены в фильме.
В фильме также представлены «Deck the Halls» Томаса Олифанта и «The Magic Number» Де Ла Соула. «Bailando Cumbia» Дэнни Осуны фигурирует в середине титров.

## Чарты
| Чарт (2022)                 | Высшая позиция |
| --------------------------- | -------------- |
| Бельгия/Фландрия (Ultratop) | 60             |

## Комментарии
1. ↑  Этот трек относится к саундтреку Джаккино «And Now This...» из фильма «Человек-паук: Вдали от дома» (2019).
2. ↑  Этот трек относится к саундтреку Джаккино «Bridge and Love's Burning» из фильма «Человек-паук: Вдали от дома» (2019).
3. 1 2 3  Этот трек относится к саундтреку Джаккино из фильма «Доктор Стрэндж» (2016)[6].
4. 1 2 3  Этот трек относится к саундтреку Дэнни Эльфмана «Doc Ock is Born» из фильма «Человек-паук 2» (2004)[6].
5. ↑  Этот трек относится к саундтреку Дэнни Эльфмана «Enter the Goblin» из фильма «Человек-паук»[6].
6. ↑  В этом треке присутствуют мелодии саундтрека Джеймса Хорнера «Main Title – Young Peter» из фильма «Новый Человек-паук» (2012), саундтрека Дэнни Эльфмана «Main Title» из фильма «Человек-паук» (2002)[6], а также к саундтреку Джаккино из фильма «Доктор Стрэндж» (2016)[6].